# حرب على جبهتين

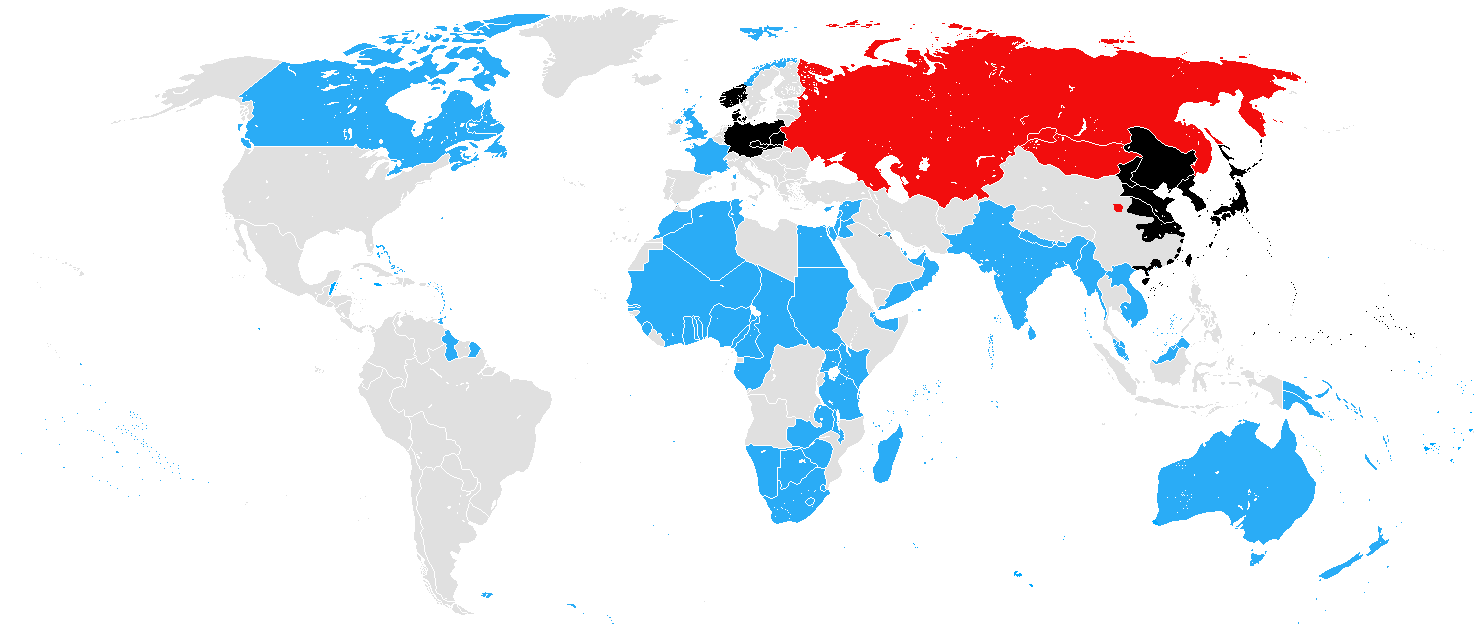

حرب على جبهتين مصطلح عسكري يعني نشوب المعارك في حرب معينة على جبهتين جغرافيتين منفصلتين، وتقوم قوتان منفصلتان بتنفيذ تلك الحرب عن طريق التحرك سويا أو في خلال فترة زمنية قصيرة على أمل فصل القوات المعادية إلى قسمين للتعامل مع القوتين المهاجمتين كل على جبهته البعيدة عن الأخرى، ومن ثم تقليل فرص القوات المنقسمة في الفوز بالمعركة، ومتى تم تطويق إحدى تلك القوات المتعرضة للهجوم يتحول اسم الجبهة إلى الخطوط الداخلية.